# Collospermum montanum
Collospermum montanum är en enhjärtbladig växtart som först beskrevs av Berthold Carl Seemann, och fick sitt nu gällande namn av Carl Skottsberg. Collospermum montanum ingår i släktet Collospermum och familjen Asteliaceae. Inga underarter finns listade i Catalogue of Life.